# Toyota F1 (motortillverkare)
Toyota är en japansk tillverkare av formel 1-motorer. Toyota levererar motorerna till formel 1-stallet Toyota och sedan 2007 även till konkurrentstallet Williams. De numera avvecklade stallen Jordan F1, Midland och Spyker var tidigare Toyotas kunder. Toyota har som bäst hittills två pole position och ett snabbaste varv.

## F1-meriter
| 1. USA 2005 2. Japan 2005 3. Bahrain 2009 |

| 1. Belgien 2005 2. Australien 2009 3. Bahrain 2009 |